# Anders Gustaf Kellgren
Anders Gustaf Kellgren, född 13 oktober 1864 i Åmåls landsförsamling, död där 21 september 1944, var en svensk agronom.
Anders Gustaf Kellgren var son till hemmansägaren Gustaf Andersson. Han avlade mogenhetsexamen i Karlstad 1885, filosofie kandidatexamen i Uppsala 1890 och agronomexamen vid Ultuna lantbruksinstitut 1892. Efter att 1892–1895 ha varit extrageolog vid Sveriges geologiska undersökning var han 1895–1899 föreståndare för Sveriges utsädesförenings filial i Örebro samt efter dess nedläggande assistent vid huvudföretaget i Svalöv 1899–1903. Från 1903 ägde och brukade han fädernegården Klippersbol i Åmåls landsförsamling, där han bedrev försöksodlingar. Kellgrens främsta insats gällde betesfrågorna, för vilkas studium han företog resor inom och utom Sverige. Bland annat publicerade han Undersökning af svenska foder- och betesväxter (tillsammans med Lars Fredrik Nilson, 1893–1897) och Skandinaviska foder- och betesväxter (1900), och under många år skrev han i västsvensk dagspress artiklar om vallodling. Därutöver utgav han De i Sverige i stort odlade kulturväxterna (1904) och ett stort antal växtgeografiska och agronomiskt botaniska arbeten och ägnade sig framgångsrikt åt växtförädling.